# Kasha Nabagesera
Kasha Jacqueline Nabagesera (ur. 1980) – ugandyjska działaczka na rzecz praw LGBT, założycielka organizacji Freedom & Roam Uganda.
Z wykształcenia księgowa. W wieku 21 lat zaangażowała się w obronę praw osób homoseksualnych w Ugandzie. Wielokrotnie szykanowana w swoim kraju za działalność, w 2002 próbowano ją wyrzucić z uczelni ze względu na jej homoseksualną orientację. W 2011 została laureatką Martin Ennals Award for Human Rights Defenders, w 2015 otrzymała nagrodę Right Livelihood Award.